# باقر محسنی

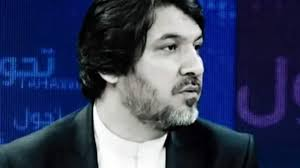

سید باقر محسنی (کاظمی) استاد دانشگاه و یک کنشگر سیاسی اهل افغانستان است. او در بحث‌های تلویزیونی در کابل به صراحت از حکومت طالبان انتقاد و آنها را متهم به تصرف نامشروع و انحصار قدرت و مدیریت ناکارآمد سیاسی و اقتصادی می‌کند. محسنی از نزدیکان سید مصطفی کاظمی از رهبران جهادی شیعه است که در سال ۲۰۰۷ در یک حمله انتحاری در ولایت بغلان کشته شد. وی در اسفند ۱۴۰۰ توسط نیروهای امنیتی طالبان بازداشت و دو روز بعد آزاد شد.